# Аеліта (премія)
«Аелі́та» (рос. Аэлита) — літературна премія, найстаріша радянська та російська премія в області фантастики. Названа на честь Аеліти — героїні однойменного роману О. М. Толстого.

## Історія
Премія заснована у 1981 році редакцією журналу «Уральський слідопит» спільно з Спілкою Письменників РРФСР і з того часу вручається щорічно (з деякими перервами) на фестивалі фантастики «Аеліта» у Свердловську (Єкатеринбург) за найкращу книгу радянської, а тепер і російської фантастики, що вийшла протягом попередніх двох років. Імена членів журі премії ніколи відверто не оголошувалися.
З першого ж року існування «Аеліта» присуджувалася з порушенням статусу премії (не тільки за книжку, а й за внесок, за перевидання, за журнальні публікації). Для узаконення цієї ситуації вручення премії починаючи з 1997 року поновилося після дворічної перерви з загальновизнаним формулюванням «за внесок у фантастику».
Відповідно до Положення про премії від 2002 року «„Аеліта“ є всеросійською премією, яка вручається письменникам за успішну творчу діяльність та великий внесок у розвиток російськомовної фантастики»
Крім основної премії, на фестивалі «Аеліта» вручаються наступні премії:
- Премія ім. І. Єфремова за видатну редакторську, організаторську та просвітницьку роботу в області фантастики (вручається з 1987 року)
- Премія «Старт» за найкращу дебютну книгу (вручається з 1989 року)
- Премія ім. В. Бугрова за видатну редакторську, бібліографічну, літературознавчу і критичну роботу в області фантастики (вручається з 1997 року)
- «Орден лицарів фантастики» ім. І. Халимбаджи за видатний внесок у розвиток вітчизняного фендому (вручається з 2002 року)
- «The Great Master of SC-FI & Fantasy» зазначається видатний внесок іноземних авторів, редакторів чи видавців у розвиток світової фантастики (вручається з 2004 року)
- Премія переможця Конкурсу короткого оповідання — вручається одному з учасників Семінару молодих авторів (з 2005 року)

## Список лауреатів[2]
- 2022 — Сергій Абрамов за внесок до фантастики
- 2021 — Алан Дін Фостер за внесок до фантастики
- 2020 — Майкл Свонвік за внесок до фантастики
- 2019 — Олег Дивов за внесок до фантастики
- 2018 — Вадим Панов за внесок до фантастики
- 2017 — Андрій Бєлянін за внесок до фантастики
- 2016 — Євген Філенко за внесок до фантастики
- 2015 — В'ячеслав Рибаков за внесок до фантастики
- 2014 — Ісай Давидов за роман «Я повернуся через тисячу років»
- 2013 — Роман Злотников за внесок до фантастики
- 2012 — Павло Амнуель (Песах Амнуель) за внесок в фантастику
- 2011 — Олді Генрі Лайон (Олег Ладиженський і Дмитро Громов) та Євген Войскунський за внесок до фантастики
- 2010 — Андрій Лазарчук за внесок до фантастики
- 2009 — Володимир Васильєв за внесок до фантастики
- 2008 — Святослав Логінов за внесок до фантастики
- 2007 — не присуджувалася
- 2006 — Олександр Громов за внесок до фантастики
- 2005 — Марія Семенова за внесок до фантастики
- 2004 — Василь Головачов за внесок до фантастики
- 2003 — Володимир Савченко за внесок до фантастики
- 2002 — Євген Лукін за внесок до фантастики
- 2001 — Марина і Сергій Дяченко за внесок до фантастики
- 2000 — Вадим Шефнер за внесок до фантастики
- 1999 — Сергій Лук'яненко за внесок до фантастики
- 1998 — Євгеній Гуляковский як піонер космічного бойовика у радянській фантастиці
- 1997 — Кир Буличов за внесок до фантастики
- 1996 — премія не присуджувалася
- 1995 — премія не присуджувалася
- 1994 — Геннадій Прашкевич за серію повістей «Шпигун»
- 1993 — Василь Звягінцев за роман «Одісей покидає Ітаку»
- 1992 — Сергій Другаль за збірку «Василіск»
- 1991 — Володимир Михайлов за трилогію «Капітан Ульдемір»
- 1990 — Олег Корабельников за збірку «На схід від півночі»
- 1989 — Север Гансовський за збірку «Інстинкт?»
- 1988 — Віктор Колупаєв за збірку «Весна світла»
- 1987 — Ольга Ларіонова за повість «Соната моря»
- 1986 — премія не присуджувалася
- 1985 — Сергій Павлов за дилогію «Місячна веселка»
- 1984 — Сергій Снєгов за трилогію «Люди як боги»
- 1983 — Владислав Крапивін за повість «Діти синього фламінго»
- 1982 — Зіновій Юр'єв за роман «Дарую вам пам'ять»
- 1981 — Аркадій і Борис Стругацькі за роман «Жук у мурашнику» і Олександр Казанцев за внесок до фантастики